# Sten Waller
Sten Samuel Johannes Waller, född den 7 november 1903 i Vimmerby landsförsamling, Kalmar län, död den 10 januari 1962 i Stockholm, var en svensk ämbetsman. Han var måg till Axel Hägerström och far till John Waller.
Waller avlade studentexamen 1923 och juris kandidatexamen 1928. Han genomförde tingstjänstgöring vid Södertörns domsaga 1928–1931. Waller började 1931 som tjänsteman vid Överståthållareämbetet, där han blev tillförordnad assessor 1937, extra ordinarie assessor 1943, tillförordnad kanslidirektör 1943 och ordinarie kanslidirektör 1946. Han var lärare vid Statens polisskola 1938–1943. Waller blev riddare av Vasaorden 1944 och av Nordstjärneorden 1947 samt kommendör av sistnämnda orden 1953. Han vilar på Bromma kyrkogård.